# Douglas Maradona Campos Dangui
Douglas Maradona Campos Dangui (São Paulo, 28 juni 1990) is een Braziliaans voormalig voetballer die als aanvaller speelde.

## Carrière
Dodô begon zijn carrière in 2009 bij União Agrícola Barbarense FC. Hij tekende in de zomer van 2009 bij Ehime FC in de J2 League. Hij tekende in 2010 bij Gamba Osaka in de J1 League. In 2010 eindigde de club tweede in de J1 League. Hij tekende in 2011 bij Gainare Tottori. Dodô speelde tussen 2011 en 2013 voor Portimonense SC.